# Конрад I фон Брауншвайг-Люнебург
Конрад I фон Брауншвайг-Люнебург (на немски: Konrad von Braunschweig-Lüneburg; † 15 септември 1300) от фамилията Велфи, е епископ на Ферден от 1269 до 1300 г.

## Живот
Той е най-малкият син на Ото Детето (1204 – 1252), херцог на Брауншвайг-Люнебург, и съпругата му Матилда от Бранденбург (1210 – 1261), дъщеря на Албрехт II, маркграф на Бранденбург от фамилията Аскани. Брат е на Ото I фон Брауншвайг-Люнебург, епископ на Хилдесхайм от 1260 до 1279 г.
След смъртта на баща му той управлява първо заедно с братята си Албрехт и Йохан. През 1269 г. е поставен за епископ, но е избран едва през 1282 г. и 1285 г. е одобрен. След смъртта на брат му Йохан през 1277 г. Конрад е до 1282 г. опекун на неговия син Ото Строгия.
След смъртта му през 1300 г. Конрад е погребан в манастирската църква „Св. Андреас“ във Ферден.